# Charles Marie Rivière
Charles Marie Rivière (1845 - ?) fue un botánico, y agrónomo francés, que publicó sobre la familia de las poáceas. Era hermano del colega Marie Auguste Rivière (1821 - 1877).
Nacido en una familia de horticultores, fue directivo en el Jardín de Hamma, situado cerca de Argel. Allí, junto con su hermano, se especializaron en orquídeas, frutales, rosas y viñedos.

## Algunas publicaciones
- Traité pratique d'agriculture pour le nord d'Afrique : Algérie, Tunisie, Maroc, Tripolitaine. 1914 en francés[2]

- Les cultures industrielles en Algérie 1900

- Horticulture générale. Végétation; cultures spéciales; acclimation 1889

- Algérie, horticulture générale, végétation, cultures spéciales, acclimatation [firma: Charles Rivière.] 1889

- Manuel pratique de l'agriculteur algérien, grandes cultures, céréales, vignes, pâturages, élevage du bétail, horticulture, arboriculture, économie rurale, hygiène, matériel et constructions agricoles, suivi d'un calendrier du cultivateur 1900

- Cultures du Midi de l'Algérie, de la Tunisie et du Maroc 1917, 1924